# Qué León
Qué León es una película de comedia romántica de República Dominicana estrenada en 2018, dirigida por el director dominicano Frank Perozo. Este filme está protagonizado por la actriz dominicana Clarissa Molina y el cantante puertorriqueño Ozuna, que debuta por primera vez como actor y protagonista en la gran pantalla.
Desde el 31 de octubre de 2019, la película está disponible para verse en el servicio de streaming, Netflix, convirtiéndose en la primera película dominicana y puertorriqueña en la plataforma.

## Argumento
Esta película de comedia romántica, narra la historia de amor de dos jóvenes que aunque únicamente coinciden en el apellido León, pertenecen a dos clases sociales muy diferentes. Uno de sus protagonistas es José Miguel (Ozuna), un joven humilde y trabajador que logra obtener una beca para estudiar en una universidad prestigiosa donde conocerá a Nicole León (Clarissa Molina), hija del magnate de las telecomunicaciones Don Camilo León (Raymond Pozo), de la que se enamorará locamente y con la que descubrirá un mundo totalmente distinto al que él estaba acostumbrado. La pareja acabará siendo descubierta por el padre de Nicole, que busca lo mejor para su adorada hija y está convencido de que lo mejor para ella es que continúe con el negocio familiar que algún día heredará y casarse con Frederic (Jaime Mayol), su exnovio. Ambas familias, separadas por la escala social, buscarán la manera de que la joven pareja se separe, llevando a cabo numerosas situaciones escabrosas donde, finalmente, prevalecerá siempre el amor de estos dos jóvenes.

## Reparto

### Protagonistas
- Ozuna como José Miguel León.
- Clarissa Molina como Nicole León.

### Elenco Principal
- Raymond Pozo como Don Camilo León.
- Miguel Céspedes como Tito León.
- Celinés Toribio como Dalila de León.
- Stephany Liriano como Daniela León.
- Milagros Germán como Tía Mary.
- Candy Flow como Estefany.
- Anyelina Sánchez como Josefina.
- Irvin Alberti como Coronel Liriano.
- Roger Wasserman como Ramón.
- Jorge "Molusco" Pabón como José "Masa" Rivera Serrano.
- Jaime Mayol como Frederic.

### Participaciones
- Christine Marzano como Carmen.
- Frank Perozo como Sacerdote.
- Víctor Manuelle como El mismo.
- Alex Matos como El mismo.[3]
- Virginia del Sol como Lucía.
- Ceky Viciny como Antonio.
- Oscar Carrasquillo como Cabo Báez.
- Francisco Alejandro Vásquez como Piloto González.
- Liondy Osoria como Pedro.
- Dominique Telemaque como Inversionista Africano.
- Junior Abreu como Chofer de Mary.
- Alexandra Gerónimo como Niña.
- Elvinson Janel.
- Ana María Arias como Monja Mayor.

## Recepción
Esta película dominicana tuvo una gran recaudación en su primer fin de semana de estreno en la región del Caribe desde St.Croix a Curazao, con 120.000 entradas vendidas. Según la Dirección General de Cine (DGCINE) este film ha establecido un récord en República Dominicana con 70.000 entradas vendidas, siendo el mayor estreno de película local en los últimos cuatro años antes de su estreno. Además, la película logró un 30% más de visitas que "Bohemian Rhapsody", movilizando a 50.000 personas en los primeros días de estreno.
Qué Léon ha cosechado un gran éxito en su estreno, sobre todo por la participación de Ozuna, introduciendo algunas de sus canciones más populares en la banda sonora de la película. Además, el tráiler ha tenido más de 2.8 millones de visitas en YouTube.
Según Movie Network, con la película Qué León Puerto Rico y la República Dominicana han vuelto a unir fuerza en el mundo del cine.
Según el periodista José Rafael Sosa, este film es una producción muy profesional, unida a su género de comedia, que favorece al cine dominicano, apoyado en la dirección de Frank Perozo, que aprovecha su gran experiencia en el mundo del cine.
A inicios del 2019 se anunció la segunda parte, la cual se tituló Los Leones, y estrenó el 28 de noviembre.